# 坂田彩
坂田 彩（さかた あや、1990年12月26日 - ）は神奈川県出身の日本の元女性ファッションモデル。

## 来歴
- 1990年12月26日、神奈川県に生まれる。
- 2003年、ローティーン向けファッション雑誌「ラブベリー」（徳間書店）の第2回ラブベリー専属モデルオーディションで準グランプリ受賞し、以後同誌で2007年3月まで専属モデルをつとめた。
- 2005年、ヤングジャンプ『制コレ2005』のファイナリストとなるが、受賞はならなかった。同年4月から2006年3月にかけてモデルの遠藤瞳と交代で「朝日小学生新聞」にコラムを連載した。
- 2007年、「週刊ヤングサンデー」（小学館）の平成18年度YS乙女学院ミス3学期に選出。
- 2011年、芸能界を引退した。

## 人物
- 特技はバレーボール。
- 元イトーカンパニーリセ所属。

## 出演

### CM
- キッセイ薬品工業「病院」編（2004年10月 - 2007年9月）
- エバラ食品工業「黄金の味」（2005年 - 2007年）
- 茨進グループ（2006年イメージキャラクター）
- ナイキ（2007年 - 2008年）

### 雑誌
- ラブベリー（徳間書店、2004年 - 2006年3月）専属モデル

### 新聞
- 朝日小学生新聞（朝日学生新聞社、2005年4月 - 2006年3月）コラムを連載

### テレビ
- 「死亡推定時刻」（フジテレビ系、2007年）
- 「エンタdeパンチ」（スカパー!・エンタ!371、2005年 - 2006年）木曜日司会
- 「ハンチョウ〜神南署安積班〜」（TBS、2009年）
- 「天装戦隊ゴセイジャー」（テレビ朝日、2010年）みずきの友達 役

### 映画
- 「が～るず★ねくすと」（2010年)

### その他
- 須磨学園中学校パンフレット、PRビデオ
- ナルミヤインターナショナルファッションショー-全国各地

## リリース作品

### 写真集
- みっくすじゅーす（彩文館出版、2006年12月）

### DVD
- あ～ちゃん（ベガファクトリー、2006年3月）
- らびゅ（彩文館出版、2006年12月）
- ルンルン♪（エアーコントロール、2007年3月）